# Nikolaus Paulus
Nikolaus Paulus, född den 6 november 1853 i Elsass, död den 29 januari 1930 i München, var en romersk-katolsk teolog och historiker, präst och teologie doktor.
Från 1885 verksam i München, var han en av sin tids främsta katolska kännare av den lutherska reformationshistorien samt medeltidens avlatslära. Paulus skrev talrika uppsatser härom i katolska tidskrifter samt därjämte Hexenwahn und Hexenprozess (1910), Protestantismus und Toleranz im 16. Jahrhundert (1911) med flera arbeten.